# Mulberry (Caroline du Sud)
Pour les articles homonymes, voir Mulberry.
Mulberry est une census-designated place située dans le comté de Sumter, dans l’État de Caroline du Sud, aux États-Unis. Lors du recensement de 2020, elle comptait 540 habitants.